# تيد وايت (سياسي)
تيد وايت هو سياسي كندي، ولد في 18 أبريل 1949. حزبياً، نشط في Canadian Alliance ‏. وقد انتخب عضو مجلس العموم الكندي.